# Sa giông suối Pyrenees
Sa giông suối Pyrenees (danh pháp hai phần: Calotriton asper) (tiếng Catalunya: tritó pirinenc; tiếng Basque: uhandre piriniarra; tiếng Tây Ban Nha: tritón pirenaico), Calotriton asper, là một loài kỳ giông trong họ Kỳ giông.
Nó được tìm thấy trong dãy núi Pyrenees của Andorra, Pháp, và Tây Ban Nha. Môi trường sống tự nhiên của nó là khu rừng ôn đới, sông, sông liên tục, hồ nước ngọt, đầm lầy nước ngọt, karst nội địa, và các hang động. Nó đang bị đe dọa do mất môi trường sống.

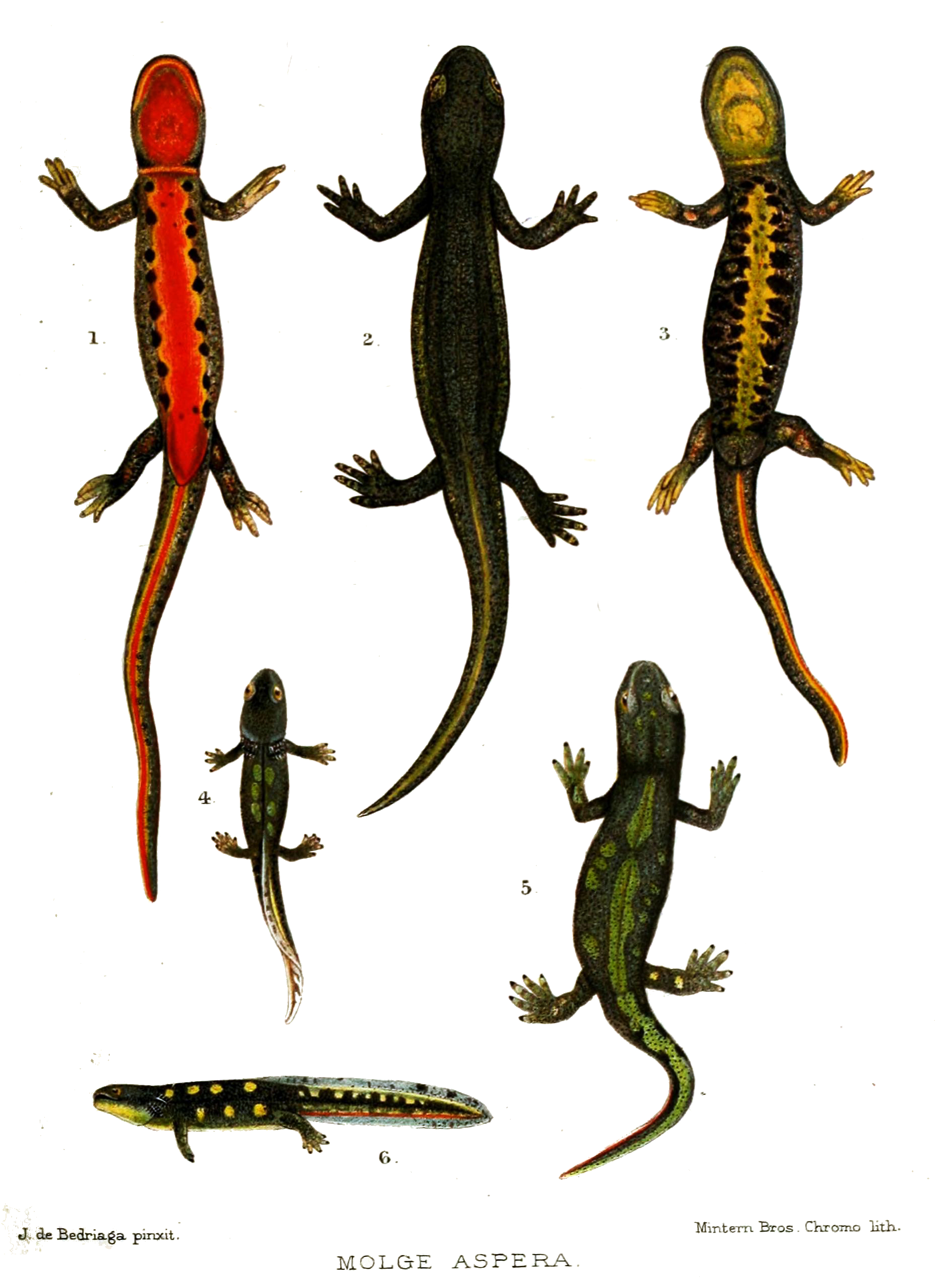